# El recurso del método
El recurso del método é um filme de drama cubano de 1978 dirigido e escrito por Miguel Littín.

## Elenco
- Nelson Villagra - El Primer Magistrado
- Ernesto Gómez Cruz - Cholo
- Salvador Sánchez - Peralta
- Reynaldo Miravalles - Oberst Hoffmann
- Raúl Pomares - General Galván
- Katy Jurado - La Mayorala
- Alain Cuny - El Académico
- Gabriel Retes - El Estudiante